# ナビ・ケイタ
ナビ・レイェ・ケイタ（Naby Laye Keïta、1995年2月10日 - ）は、ギニア・コナクリ出身のサッカー選手。NB I・フェレンツヴァーロシュ所属。ギニア代表。ポジションはMF。

## クラブ歴
プロデビューした2013-14シーズンはリーグ・ドゥのFCイストルに所属し、2013年11月22日のニーム・オリンピック戦で初出場した。
2014年には、オーストリア・ブンデスリーガ所属のFCレッドブル・ザルツブルクに移籍。7月26日のSCヴィーナー・ノイシュタット戦で初出場を飾った。
2016年6月20日、ドイツ・ブンデスリーガのRBライプツィヒへの移籍が発表され、移籍金はクラブ史上最高額となるおよそ1500万ユーロで、契約期間は2020年までとなっている。
ドイツ・ブンデスリーガでのデビュー戦となったボルシア・ドルトムント戦で初得点を記録。この得点が試合の決勝ゴールとなった（RBライプツィヒが1-0で勝利）。
2017年8月29日、2018年7月1日よりリヴァプールFCに加入することが発表された。移籍金は5275万ポンドの見込みとなる。背番号は、スティーヴン・ジェラードが退団以降、空き番になっていた8番に決定した。2019年4月、サウサンプトン戦で移籍後初ゴール。UEFAチャンピオンズリーグ準決勝1stレグのFCバルセロナ戦で前半途中に負傷しシーズン終了となった。
FIFAクラブワールドカップ2019、準決勝のCFモンテレイ戦では先制ゴールを決め、決勝進出に貢献、決勝でも先発し優勝に貢献した。
2023年5月17日、ロベルト・フィルミーノ、ジェイムズ・ミルナー、アレックス・オックスレイド＝チェンバレンと共に契約満了でリヴァプールを退団することが発表された。
2023年6月9日、ヴェルダー・ブレーメンにフリー移籍で加入することが発表されたしかし、公式戦での先発出場は1試合にとどまり、2024年4月14日のバイエル・レバークーゼン戦で先発から外れたことを不服としてチーム帯同を拒否し、クラブからシーズン終了までの出場停止処分と多額の罰金処分が科された。

## 代表歴
プロとしてクラブで初出場する以前の2013年7月28日のマリ代表戦で代表初出場。この試合はアフリカネイションズチャンピオンシップ2014の予選であった。
2015年11月12日の2018 FIFAワールドカップ・アフリカ2次予選のナミビア戦で代表初得点を挙げた。

## 個人成績
| クラブ       | シーズン | リーグ         | リーグ戦 | リーグ戦 | カップ戦 | カップ戦 | リーグ杯 | リーグ杯 | 国際大会 | 国際大会 | その他 | その他 | 合計 | 合計 |
| クラブ       | シーズン | リーグ         | 出場     | 得点     | 出場     | 得点     | 出場     | 得点     | 出場     | 得点     | 出場   | 得点   | 出場 | 得点 |
| ------------ | -------- | -------------- | -------- | -------- | -------- | -------- | -------- | -------- | -------- | -------- | ------ | ------ | ---- | ---- |
| イストル     | 2013–14  | リーグ・ドゥ   | 23       | 4        | 1        | 0        | -        | -        | -        | -        | 0      | 0      | 24   | 4    |
| イストル     | 通算     | 通算           | 23       | 4        | 1        | 0        | -        | -        | -        | -        | 0      | 0      | 24   | 4    |
| ザルツブルク | 2014–15  | ブンデスリーガ | 30       | 5        | 4        | 0        | -        | -        | 10       | 1        | 0      | 0      | 34   | 6    |
| ザルツブルク | 2015–16  | ブンデスリーガ | 29       | 12       | 5        | 2        | -        | -        | 3        | 0        | 0      | 0      | 37   | 15   |
| ザルツブルク | 通算     | 通算           | 59       | 17       | 9        | 2        | -        | -        | 13       | 1        | 0      | 0      | 81   | 20   |
| ライプツィヒ | 2016–17  | ブンデスリーガ | 31       | 8        | 1        | 0        | -        | -        | -        | -        | 0      | 0      | 32   | 8    |
| ライプツィヒ | 2017–18  | ブンデスリーガ | 27       | 6        | 2        | 1        | -        | -        | 10       | 2        | 0      | 0      | 39   | 9    |
| ライプツィヒ | 通算     | 通算           | 58       | 14       | 3        | 1        | -        | -        | 10       | 2        | 0      | 0      | 71   | 17   |
| リヴァプール | 2018-19  | プレミアリーグ | 25       | 2        | 1        | 0        | 1        | 0        | 6        | 1        | 0      | 0      | 33   | 3    |
| リヴァプール | 2019-20  | プレミアリーグ | 18       | 2        | 0        | 0        | 2        | 0        | 4        | 1        | 3      | 1      | 27   | 4    |
| リヴァプール | 2020-21  | プレミアリーグ | 10       | 0        | 0        | 0        | 1        | 0        | 4        | 0        | 1      | 0      | 16   | 0    |
| リヴァプール | 通算     | 通算           | 53       | 4        | 1        | 0        | 4        | 0        | 14       | 2        | 4      | 1      | 76   | 7    |
| 総通算       | 総通算   | 総通算         | 194      | 39       | 13       | 3        | 4        | 0        | 37       | 5        | 4      | 1      | 252  | 48   |

### 試合数
国際Aマッチ 31試合 5得点（2013年-）
| ギニア代表 | 国際Aマッチ | 国際Aマッチ |
| 年         | 出場        | 得点        |
| ---------- | ----------- | ----------- |
| 2013       | 1           | 0           |
| 2014       | 7           | 0           |
| 2015       | 11          | 2           |
| 2016       | 4           | 0           |
| 2017       | 5           | 3           |
| 2018       | 4           | 0           |
| 2019       | 4           | 1           |
| 2020       | 2           | 1           |
| 2021       | 1           | 0           |
| 通算       | 40          | 8           |

## タイトル

### クラブ
レッドブル・ザルツブルク
- オーストリア・ブンデスリーガ: 2014–15, 2015-16
- オーストリア・カップ: 2014–15, 2015-16

リヴァプール
- UEFAチャンピオンズリーグ：2018-19
- FIFAクラブワールドカップ : 2019
- プレミアリーグ : 2019-20
- フットボールリーグカップ : 2021-22
- FAカップ : 2021-22

### 個人
- オーストリア・ブンデスリーガ最優秀選手賞受賞: 2015-16